# フランツ・フェルディナント・フォン・エスターライヒ＝エステ
フランツ・フェルディナント・フォン・ハプスブルク＝ロートリンゲン（ドイツ語: Franz Ferdinand von Habsburg-Lothringen, 1863年12月18日 - 1914年6月28日）は、オーストリア＝ハンガリー帝国の皇位継承者、エスターライヒ＝エステ大公。サラエボでセルビア人民族主義者ガヴリロ・プリンツィプによって暗殺された（サラエボ事件）。

## 生涯

### 生い立ち

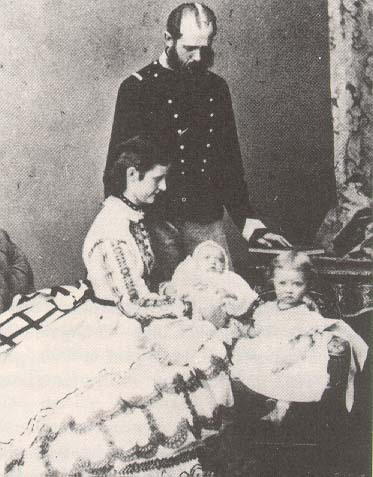
父カール・ルートヴィヒ大公、母マリア、フランツ・フェルディナント、弟オットー・フランツ（1869年）。

フランツ・フェルディナントは1863年、オーストリア皇帝フランツ・ヨーゼフ1世の弟であったカール・ルートヴィヒ大公と両シチリア王フェルディナンド2世の長女マリア・アンヌンツィアータの長男としてグラーツで生まれた。1875年に従兄のフランチェスコ5世が死去し、オーストリア＝エステ大公を相続した。
1877年にオーストリア＝ハンガリー帝国軍に入隊して中尉に任官。その後も皇族として順当な昇進を続け、1885年に大尉、1890年に大佐、1894年に少将に昇進した。フランツ・フェルディナントは指揮官としての教練を学ばなかったが、司令官としての適性を認められ第9騎兵連隊長に任命された。また、特定の部隊の指揮権を持たない時期でも軍事機密に関わる書類を閲覧することができ、1913年には高齢のフランツ・ヨーゼフ1世に代わり全軍監察官に就任して軍権を掌握している。
1892年から約1年の歳月をかけて世界一周の見聞旅行に出かける。イギリス領インド帝国を訪問した後、1893年に訪れたオーストラリアではカンガルーやエミューの狩りをして過ごした。その後はヌメア、ニューヘブリディーズ諸島、ソロモン諸島、ニューギニア島、サラワク、香港、大日本帝国を訪れた。横浜からRMS エンプレス・オブ・チャイナで太平洋を横断してカナダ・バンクーバー、アメリカ合衆国を訪れヨーロッパに戻った。

### 皇位継承者指名

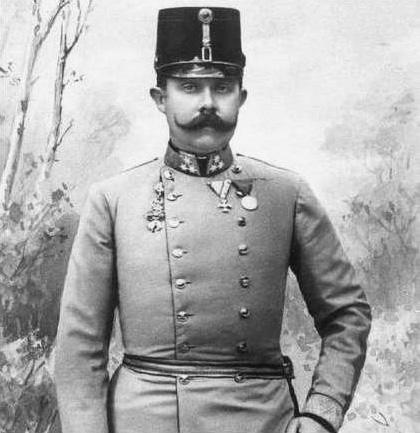
フランツ・フェルディナント。

1889年1月、従兄ルドルフ皇太子がマリー・フォン・ヴェッツェラと共に情死した（マイヤーリンク事件）。このため、父カール・ルートヴィヒが皇位継承者となった。
1895年、フランツ・フェルディナントは当時不治の病とされた結核の疑いがあると診断されていたことから、軍隊の旅団長の地位を降りることをフランツ・ヨーゼフ1世に申し出た。皇位継承者には弟のオットー・フランツ大公が選ばれるであろうという憶測も流れ、フランツ・フェルディナントに見切りをつけてオットー・フランツに媚びを売る者もいたが、南チロルのメラーノで療養につとめた結果、フランツ・フェルディナントは1年半ほどして健康を回復した。1896年に父カール・ルートヴィヒが腸チフスで死去すると、フランツ・フェルディナントが伯父フランツ・ヨーゼフ1世の皇位継承者に認定された。結核の療養を済ませたフランツ・フェルディナントは、この頃から政治活動を開始するようになった。

### 結婚

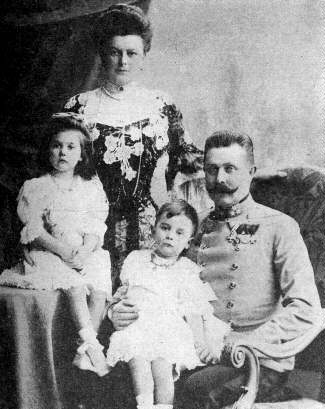
フランツ・フェルディナント、ゾフィー、子供たち

オーストリア皇室では、フランツ・フェルディナントが皇位継承者として認定されるようになると結婚話を進めるが、彼にはボヘミアの伯爵家出身でテシェン公フリードリヒの妃イザベラの女官であったゾフィー・ホテクという恋人がいた。
2人は1894年にプラハで出会い恋に落ち、それ以降フランツ・フェルディナントはプレスブルクのテシェン公家の別荘を頻繁に訪れるようになっていた。ゾフィーはフランツ・フェルディナントの結核回復を祝う手紙を彼の療養先のロシニ島に送っている。2人は周囲に関係が露見しないように細心の注意を払っていた。
しかし、フランツ・フェルディナントが蓋付き腕時計をテシェン公家に忘れたことがきっかけで2人の恋が露見することになった。当時腕時計の蓋の裏に意中の女性の肖像画を描くのが流行しており、忘れ物を預かったイザベラは、彼が足繁く通うのは長女マリア・クリスティーナに気があるからだと信じて時計の蓋を盗み見たため、ゾフィーとの恋が露呈した。
オーストリア帝室は由緒ある王家の出身者以外との結婚を認めておらず、次期皇帝がチェコ人の女官のような身分の低い女性と貴賤結婚するのに反対したが、フランツ・フェルディナントはゾフィー以外の女性との結婚を拒否した。最終的に、フランツ・ヨーゼフ1世はゾフィーが皇族としての特権を全て放棄し、将来生まれる子供には帝位を継がせないことを条件に結婚を承認した。

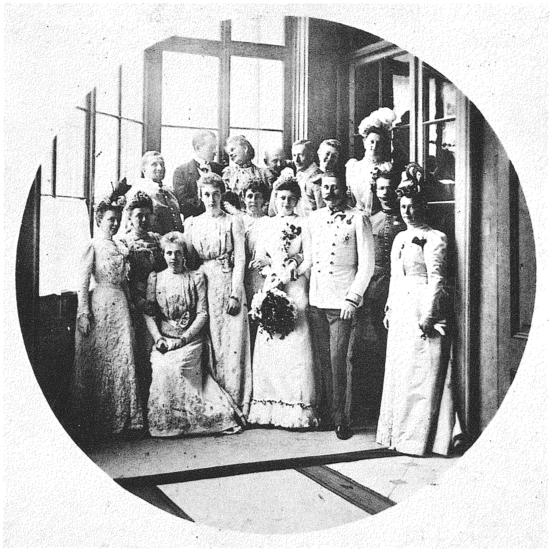
フランツ・フェルディナントとゾフィーの結婚式

1900年7月1日に2人の結婚式は挙行されたが、フランツ・ヨーゼフ1世は出席を拒否し、彼の弟妹や他の皇族が出席することも許可しなかった。結婚後もゾフィーは冷遇され続け、公式行事においては幼児を含む全ての皇族の末席に座ることを余儀なくされていた。また、それ以外の公の場（劇場など）でもフランツ・フェルディナントとの同席は許されなかった。このような複雑な経緯もあって、フランツ・フェルディナントは「皇太子」とはあまり呼ばれず、「皇位継承者」と遠回しな呼ばれ方をされるようになった。
1913年11月22日にゾフィーと共にイギリス・ノッティンガムシャーのウェルベック修道院を訪れ1週間滞在し、その後はウィンザー城を訪問してジョージ5世、メアリー・オブ・テック夫妻と共に1週間過ごした。回顧録によると、フランツ・フェルディナント夫妻はウェルベック修道院の式典に出席した後に同地の射撃大会に参加したが、そこで銃の暴発事故に遭ったという。
フランツ・フェルディナントは当時のヨーロッパ貴族の中でもとりわけトロフィー・ハンティングを愛好し、彼の日記には約30万頭の動物を仕留めたことが記されている（その内5,000頭は鹿だったという）。彼の城には仕留めた10万頭の動物の頭部が展示されており、他にも様々な骨董品をコレクションしていた。

### 暗殺

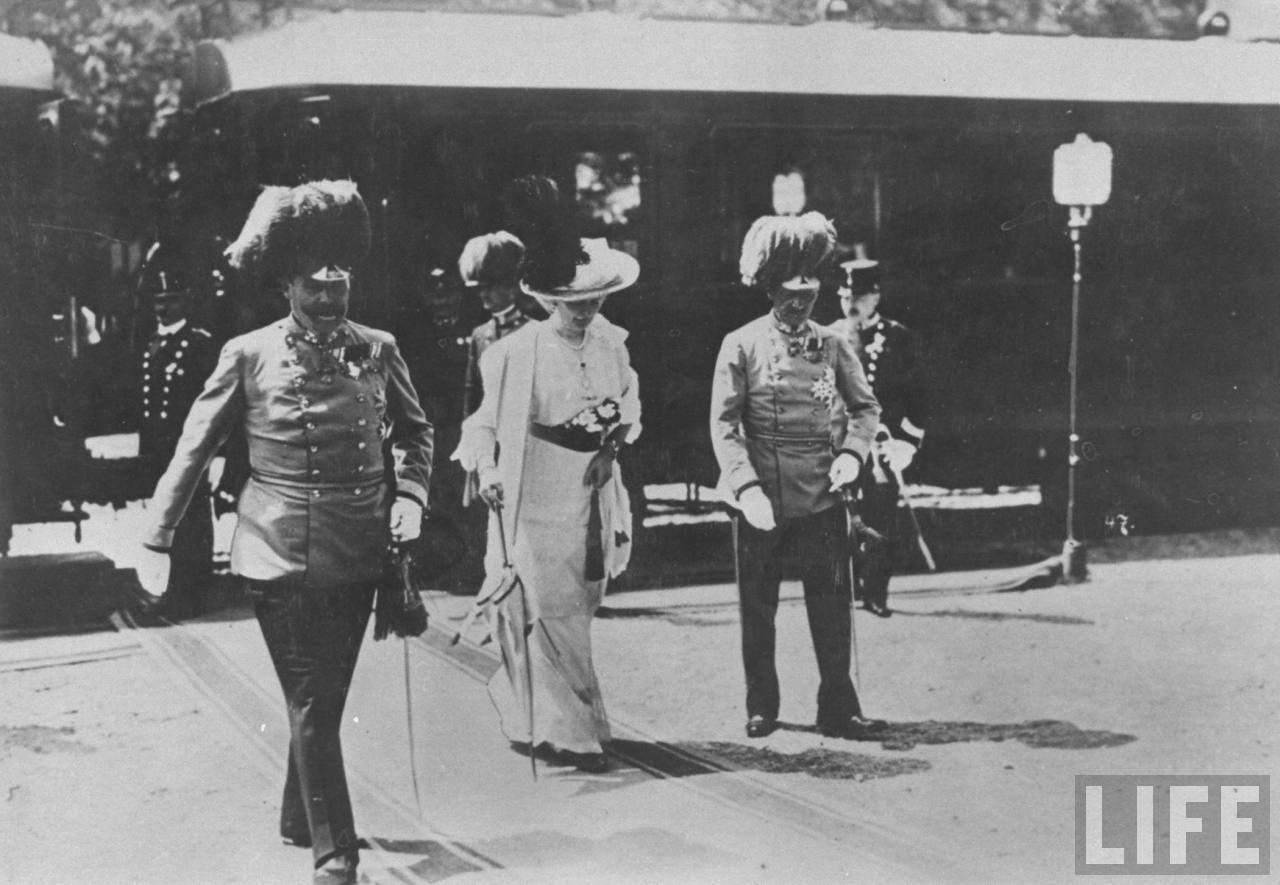
サラエボ駅に到着したフランツ・フェルディナントとゾフィー

1914年6月28日、フランツ・フェルディナントはゾフィーを伴い共同統治国ボスニア・ヘルツェゴビナの首府サラエヴォの軍事演習視察に出かけた。しかし、1878年のベルリン会議以来オーストリア＝ハンガリーが占領し、1908年には正式に二重君主国に併合されていたボスニア・ヘルツェゴビナにはセルビア人も住んでおり、大セルビア主義者にとってはオーストリア＝ハンガリーに侵略された土地だった。ロシア帝国を後ろ盾とする汎スラヴ主義に沸くバルカン半島では、オーストリア大公はテロの標的となっていた。
午前10時15分、フランツ・フェルディナント夫妻の乗った車列がサラエボ市内に入った。青年ボスニアのメンバーで秘密組織黒手組のメンバーだったボスニア系セルビア人ネデリュコ・チャブリノヴィッチが手榴弾を投げ付けたが、手榴弾は後続の車に当たり乗員が負傷した。夫妻を乗せた車は市庁舎に逃げ込み、フランツ・フェルディナントは「爆弾を投げ付けるのが君たちの歓迎のやり方なのか!」と激怒した。

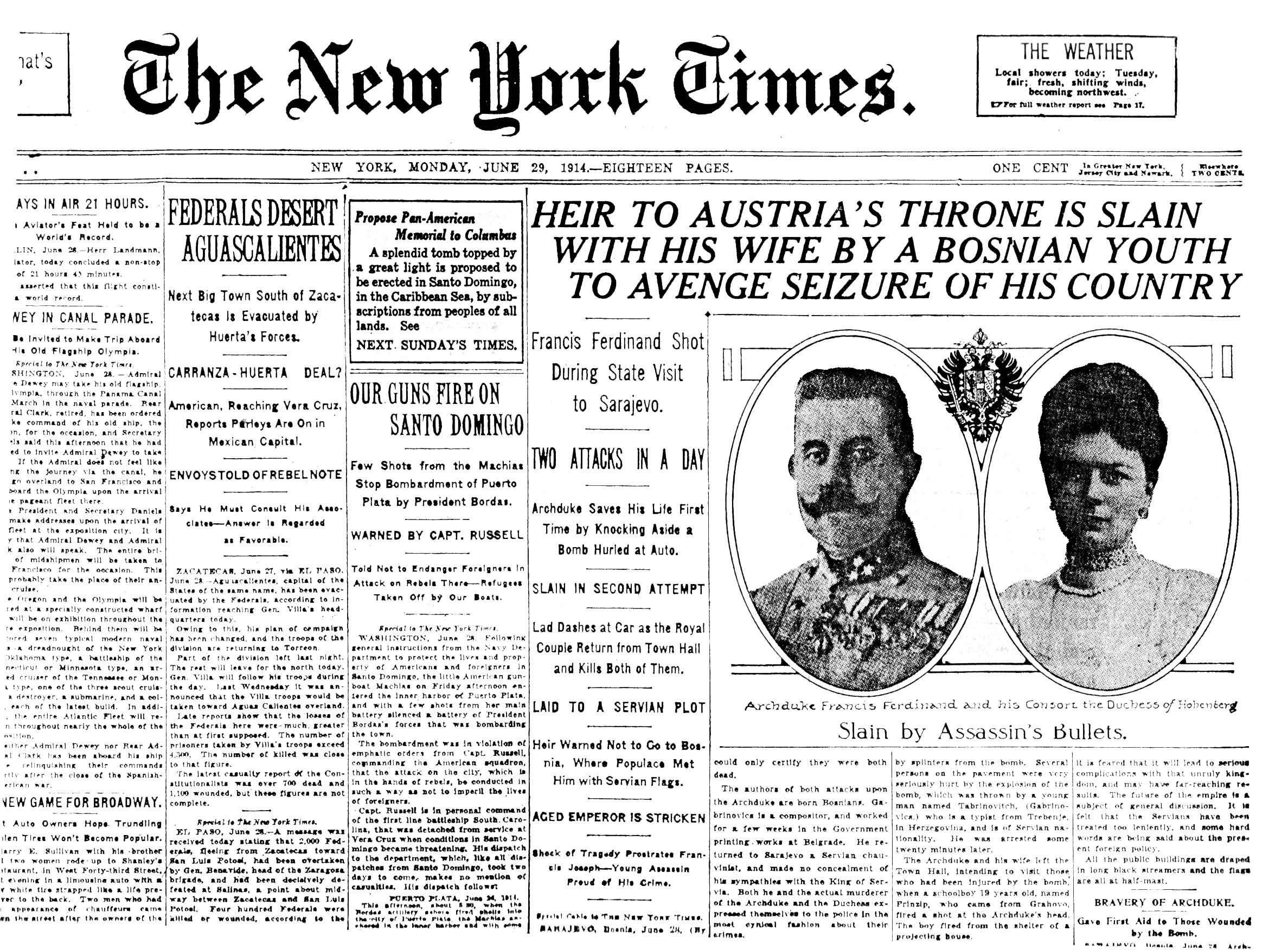
フランツ・フェルディナントとゾフィーの暗殺を報じる『ニューヨーク・タイムズ』

しばらくして落ち着きを取り戻したフランツ・フェルディナントは、爆弾で負傷した人々を見舞うために病院を訪問することに決めた。午前10時45分、夫妻を乗せた車は市庁舎を出発したが、運転手に行き先が変更されたことが伝わっておらず、車は脇道に入り込んでしまい、病院に向かうため方向転換した。車が方向転換しようとした通りのカフェには、暗殺に失敗した黒手組のガヴリロ・プリンツィプが偶然居合わせ、彼は拳銃を取り出し車に近寄り発砲した。プリンツィプは1発目をゾフィーの腹部に、2発目はフランツ・フェルディナントの首に向けて発砲し、フランツ・フェルディナントは泣き叫ぶゾフィーの上に身を乗り出した。周囲の人々が夫妻に駆け寄った時にはフランツ・フェルディナントはまだ息があり、ゾフィーに「ゾフィー、死んではいけない。子供たちのために生きなくては」と語りかけていたという。総督官邸に入った側近たちはフランツ・フェルディナントの手当てを試みようとしたが、フランツ・フェルディナントは数分後に絶命し、ゾフィーも病院に向かう途中で死亡した。

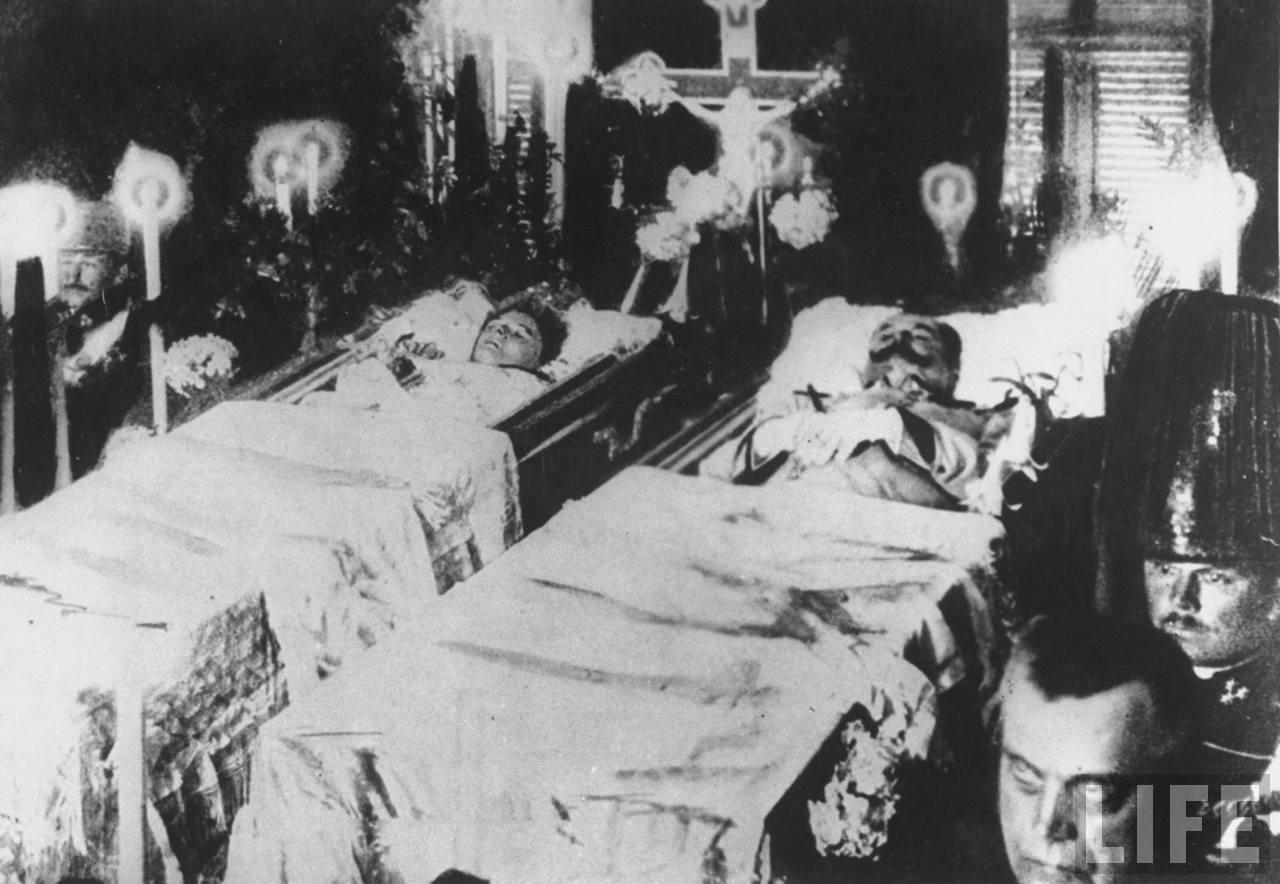
フランツ・フェルディナントとゾフィーの遺体

暗殺者たちへの尋問で、彼らの所持していた武器は黒手組指導者でセルビア軍大佐のドラグーティン・ディミトリエビッチから提供されたものだと判明した。このサラエボ事件の後、オーストリア＝ハンガリーは報復としてセルビア王国に宣戦布告し、第一次世界大戦が勃発することとなった。
フランツ・フェルディナント夫妻の葬儀は2人合同で行われた。貴賤結婚のために、ハプスブルク＝ロートリンゲン家の人々が埋葬されるカプツィーナー納骨堂に入れないことを生前から悟っていた夫妻は、居城であったアルトシュテッテン城内の納骨堂に埋葬された。

## 政治思想

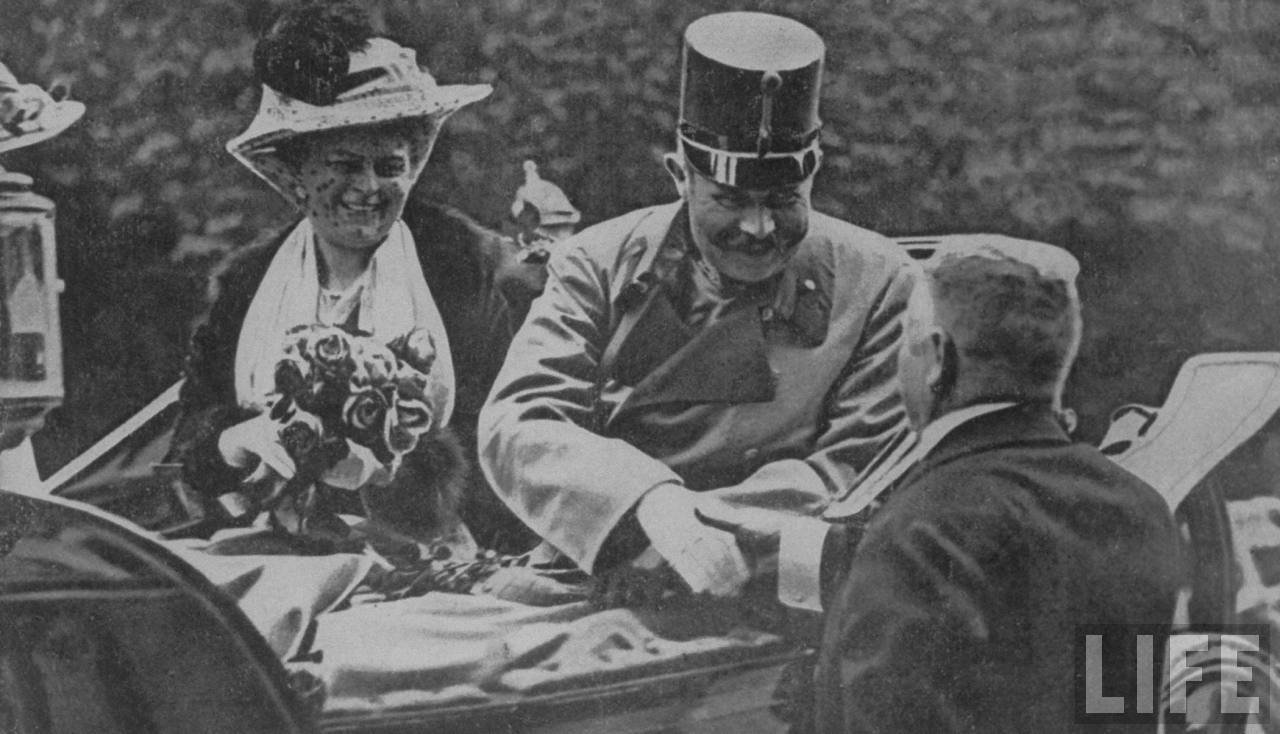
サラエボ市民と触れ合うフランツ・フェルディナントとゾフィー。

フランツ・フェルディナントは保守カトリック主義者で中央集権的な国家を目指した反面、異民族へのリベラルな姿勢を持っていた。チェコ人と結婚したこともあり親スラヴ的な傾向があり、アウスグライヒによって帝国内における権利を抑圧されていたチェコ人と南スラヴ系住民の自治権拡大を提唱していた。また、セルビアに対しても慎重な姿勢を示し、参謀総長フランツ・コンラート・フォン・ヘッツェンドルフなどの軍部強硬派に対し、「セルビアへの高圧的な態度はスラヴの盟主ロシア帝国との戦争を招き、やがては両帝国を破滅させる」と警告している。フランツ・ヨーゼフ1世のボヘミア王戴冠による三重君主国への帝国改編（ドナウ連邦構想）を望んでいた時期もあった。

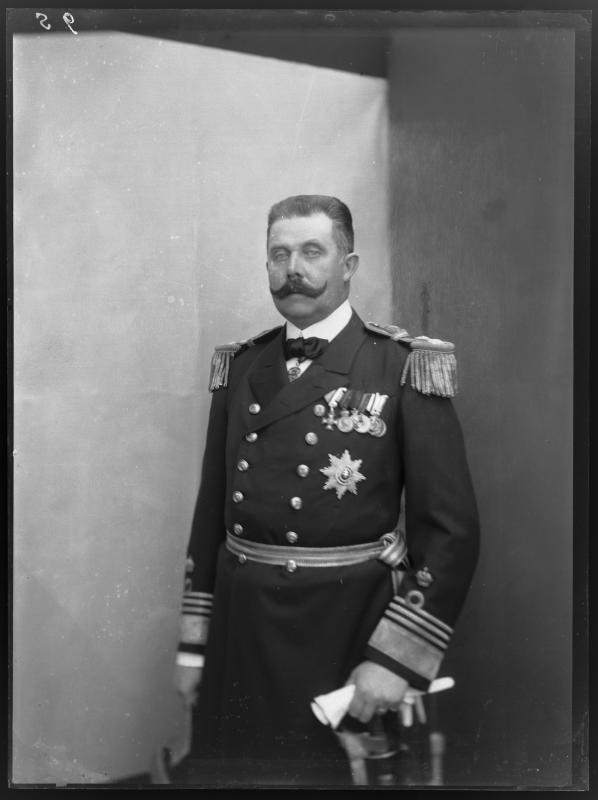
海軍の軍服を着用したフランツ・フェルディナント

その一方で、フランツ・フェルディナントはハンガリー人を嫌悪しており、1904年には「ハンガリー人は大臣、貴族、兵士、農民、従僕などあらゆる階級に関係なく革命的である」と述べ、ハンガリー首相ティサ・イシュトヴァーンを「革命思想の裏切者」と批判している。彼はハンガリーのナショナリズムをハプスブルク朝の脅威と見なしており、第9騎兵連隊長時代には部下が公用語として認められているハンガリー語を話しているのを見て激怒したという逸話がある。また、ハンガリー軍を潜在的な敵対勢力と見なして信用しておらず、ハンガリー軍の砲兵部隊編制予算について反対している。
1900年に勃発した義和団の乱での軍事的失策は、大国としての威厳を損ねたとしてフランツ・フェルディナントを失望させた。彼は「ドワーフのようなベルギーやポルトガルさえ軍隊を中国に駐留させていたにもかかわらず、我が国は1兵も駐留させていなかった。しかし、我が国は"国際救援隊"として八カ国連合軍に参加し、軍隊を派遣した」と述べている。軍事面では陸軍優位で海軍を軽視していた国内の中で海軍の増強を主張しており、フランツ・フェルディナント夫妻が暗殺された際には、軍艦フィリブス・ウニティスが夫妻の遺体を乗せて栄光を称えた。

## 日本との関わり

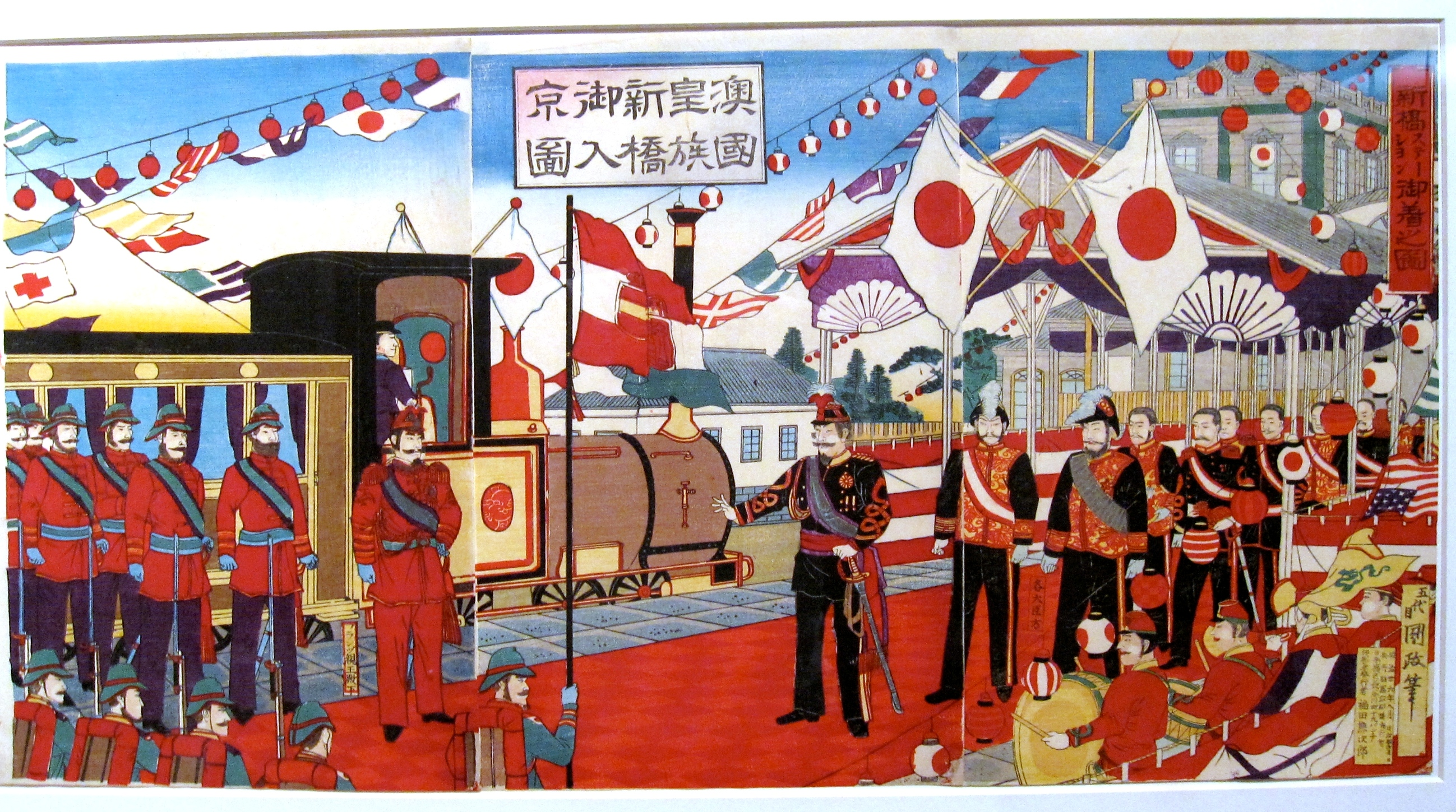
新橋駅に到着したフランツ・フェルディナントを描いた日本の錦絵（楳堂小国政画）。

1892年に出発した軍艦エリザベート皇后号による世界一周の見聞旅行の途上で、1893年に香港を経て日本を訪れ、1か月をかけて長崎から東京まで旅している。同年8月2日に長崎港に入り、熊本、下関、宮島、京都、大阪、奈良、大津、岐阜、名古屋、宮ノ下、東京、日光を経て、8月24日に横浜港よりバンクーバーに向けて出発した。
長崎では日本海軍の厳島、松島、高雄、高千穂、海門、葛城、八重山といった錚々たる軍艦が迎え、艦隊司令官、各艦長のほか、長崎県知事中野健明、長崎市長北原雅長、長崎司教アルフォンス・クーザンらが歓迎した。日本滞在中の接待員には、語学に堪能な宮内省式部次長三宮義胤、大膳職山内勝明、軍艦艦長黒岡帯刀、陸相秘書官村木雅美らがあたった。長崎見物で日本文化の実際に初めて触れ、市街のどこもが清潔なこと、家屋が開放的なことなどに驚き、一般女性の髪結いまで見学し、茶屋遊びを体験した。東京では天皇・皇后を表敬訪問している。
箱根において左腕に龍の刺青を彫ってもらっている（日本を訪れたら刺青を彫ってもらうのが、当時のヨーロッパの男性王族にとってある種の流行となっていた）。一説によると、フランツ・フェルディナントは胸にも蛇の刺青を彫っており、サラエボ事件ではその蛇の頭が銃弾に貫かれていたという。
フランツ・フェルディナントはこの時の日本の風物や伝統文化などを詳細に手記に記しており、これは後にまとめられて出版されている。なお、シェーンブルン宮殿にある日本庭園は、日本文化に触れたフランツ・フェルディナントの命令で作られたものである。

## 子女
- ゾフィー（1901年 - 1990年）
- マクシミリアン（1902年 - 1962年）
- エルンスト（1904年 - 1954年）
- 男子（死産、1908年）

## 系図
| フランツ1世         |                     |                     |                     |                     |                     |                       |                       |                       |                       |                       |                       |                                 |                                 |                                 |                                 |                                 |                                 |                            |                            |                            |                            |                            |                            |           |           |           |           |           |           |  |  |  |  |  |  |  |  |  |  |  |  |  |  |  |  |
|                     |                     |                     |                     |                     |                     |                       |                       |                       |                       |                       |                       |                                 |                                 |                                 |                                 |                                 |                                 |                            |                            |                            |                            |                            |                            |           |           |           |           |           |           |  |  |  |  |  |  |  |  |  |  |  |  |  |  |  |  |
|                     |                     |                     |                     |                     |                     |                       |                       |                       |                       |                       |                       |                                 |                                 |                                 |                                 |                                 |                                 |                            |                            |                            |                            |                            |                            |           |           |           |           |           |           |  |  |  |  |  |  |  |  |  |  |  |  |  |  |  |  |
| フェルディナント1世 | フェルディナント1世 | フェルディナント1世 | フェルディナント1世 | フェルディナント1世 | フェルディナント1世 | フランツ・カール      | フランツ・カール      | フランツ・カール      | フランツ・カール      | フランツ・カール      | フランツ・カール      |                                 |                                 |                                 |                                 |                                 |                                 |                            |                            |                            |                            |                            |                            |           |           |           |           |           |           |  |  |  |  |  |  |  |  |  |  |  |  |  |  |  |  |
| フェルディナント1世 | フェルディナント1世 | フェルディナント1世 | フェルディナント1世 | フェルディナント1世 | フェルディナント1世 | フランツ・カール      | フランツ・カール      | フランツ・カール      | フランツ・カール      | フランツ・カール      | フランツ・カール      |                                 |                                 |                                 |                                 |                                 |                                 |                            |                            |                            |                            |                            |                            |           |           |           |           |           |           |  |  |  |  |  |  |  |  |  |  |  |  |  |  |  |  |
|                     |                     |                     |                     |                     |                     |                       |                       |                       |                       |                       |                       |                                 |                                 |                                 |                                 |                                 |                                 |                            |                            |                            |                            |                            |                            |           |           |           |           |           |           |  |  |  |  |  |  |  |  |  |  |  |  |  |  |  |  |
|                     |                     |                     |                     |                     |                     | フランツ・ヨーゼフ1世 | フランツ・ヨーゼフ1世 | フランツ・ヨーゼフ1世 | フランツ・ヨーゼフ1世 | フランツ・ヨーゼフ1世 | フランツ・ヨーゼフ1世 | （メキシコ皇帝） マクシミリアン | （メキシコ皇帝） マクシミリアン | （メキシコ皇帝） マクシミリアン | （メキシコ皇帝） マクシミリアン | （メキシコ皇帝） マクシミリアン | （メキシコ皇帝） マクシミリアン | カール・ルートヴィヒ       | カール・ルートヴィヒ       | カール・ルートヴィヒ       | カール・ルートヴィヒ       | カール・ルートヴィヒ       | カール・ルートヴィヒ       |           |           |           |           |           |           |  |  |  |  |  |  |  |  |  |  |  |  |  |  |  |  |
|                     |                     |                     |                     |                     |                     | フランツ・ヨーゼフ1世 | フランツ・ヨーゼフ1世 | フランツ・ヨーゼフ1世 | フランツ・ヨーゼフ1世 | フランツ・ヨーゼフ1世 | フランツ・ヨーゼフ1世 | （メキシコ皇帝） マクシミリアン | （メキシコ皇帝） マクシミリアン | （メキシコ皇帝） マクシミリアン | （メキシコ皇帝） マクシミリアン | （メキシコ皇帝） マクシミリアン | （メキシコ皇帝） マクシミリアン | カール・ルートヴィヒ       | カール・ルートヴィヒ       | カール・ルートヴィヒ       | カール・ルートヴィヒ       | カール・ルートヴィヒ       | カール・ルートヴィヒ       |           |           |           |           |           |           |  |  |  |  |  |  |  |  |  |  |  |  |  |  |  |  |
|                     |                     |                     |                     |                     |                     |                       |                       |                       |                       |                       |                       |                                 |                                 |                                 |                                 |                                 |                                 |                            |                            |                            |                            |                            |                            |           |           |           |           |           |           |  |  |  |  |  |  |  |  |  |  |  |  |  |  |  |  |
|                     |                     |                     |                     |                     |                     | ルドルフ              | ルドルフ              | ルドルフ              | ルドルフ              | ルドルフ              | ルドルフ              |                                 |                                 |                                 |                                 |                                 |                                 | フランツ・フェルディナント | フランツ・フェルディナント | フランツ・フェルディナント | フランツ・フェルディナント | フランツ・フェルディナント | フランツ・フェルディナント | オットー  | オットー  | オットー  | オットー  | オットー  | オットー  |  |  |  |  |  |  |  |  |  |  |  |  |  |  |  |  |
|                     |                     |                     |                     |                     |                     | ルドルフ              | ルドルフ              | ルドルフ              | ルドルフ              | ルドルフ              | ルドルフ              |                                 |                                 |                                 |                                 |                                 |                                 | フランツ・フェルディナント | フランツ・フェルディナント | フランツ・フェルディナント | フランツ・フェルディナント | フランツ・フェルディナント | フランツ・フェルディナント | オットー  | オットー  | オットー  | オットー  | オットー  | オットー  |  |  |  |  |  |  |  |  |  |  |  |  |  |  |  |  |
|                     |                     |                     |                     |                     |                     |                       |                       |                       |                       |                       |                       |                                 |                                 |                                 |                                 |                                 |                                 | （貴賤結婚）               | （貴賤結婚）               | （貴賤結婚）               | （貴賤結婚）               | （貴賤結婚）               | （貴賤結婚）               | カール1世 | カール1世 | カール1世 | カール1世 | カール1世 | カール1世 |  |  |  |  |  |  |  |  |  |  |  |  |  |  |  |  |
|                     |                     |                     |                     |                     |                     |                       |                       |                       |                       |                       |                       |                                 |                                 |                                 |                                 |                                 |                                 | （貴賤結婚）               | （貴賤結婚）               | （貴賤結婚）               | （貴賤結婚）               | （貴賤結婚）               | （貴賤結婚）               | カール1世 | カール1世 | カール1世 | カール1世 | カール1世 | カール1世 |  |  |  |  |  |  |  |  |  |  |  |  |  |  |  |  |
|                     |                     |                     |                     |                     |                     |                       |                       |                       |                       |                       |                       |                                 |                                 |                                 |                                 |                                 |                                 |                            |                            |                            |                            |                            |                            | オットー  |           |           |           |           |           |  |  |  |  |  |  |  |  |  |  |  |  |  |  |  |  |
|                     |                     |                     |                     |                     |                     |                       |                       |                       |                       |                       |                       |                                 |                                 |                                 |                                 |                                 |                                 |                            |                            |                            |                            |                            |                            |           |           |           |           |           |           |  |  |  |  |  |  |  |  |  |  |  |  |  |  |  |  |
|                     |                     |                     |                     |                     |                     |                       |                       |                       |                       |                       |                       |                                 |                                 |                                 |                                 |                                 |                                 |                            |                            |                            |                            |                            |                            | カール    |           |           |           |           |           |  |  |  |  |  |  |  |  |  |  |  |  |  |  |  |  |

## 著書
- 『オーストリア皇太子の日本日記―明治二十六年夏の記録』（講談社学術文庫、2005年9月、ISBN 4061597256）